# 京阪バス京田辺営業所
京阪バス京田辺営業所（けいはんバスきょうたなべえいぎょうしょ）は、京都府京田辺市田辺茂ヶ谷にある京阪バスの車庫・営業所。最寄停留所は「茂ヶ谷」（もがだに）。京阪バスの営業所の中では最も新しい開設である。
本項では京阪宇治バス京田辺営業所、及び旧・京阪宇治交通及び旧・京阪宇治交通田辺の田辺営業所時代についても記述する。
社用車に記してある略称は「田」。

## 概要
一般路線の主な運行エリアは京田辺市・八幡市（東側・南側）・枚方市（樟葉駅や長尾駅周辺）。加えて2009年11月1日より急行バスの運行も担当しており、京都駅周辺や交野市にも乗り入れている。
かつては一般路線でも交野市内に乗り入れるものがあり、京都市伏見区・城陽市・宇治田原町・久御山町・宇治市（一部）、さらには営業所から相当大きく離れた長岡京市にも乗り入れ実績があり、営業所別の一般路線バス（一般路線扱いの急行バスも含む）の営業キロ総延長は京阪バス営業所中で最大の時期もあった（2009年〜2018年）。
京阪バスの運行は、コストダウンのため2007年4月より2020年3月末まで京阪宇治バス→京都京阪バスに委託されていた。同所に京阪宇治バス田辺営業所を設置し、京阪宇治バスとしての路線運営は同年11月10日より開始した。同時に京阪宇治バスの車両も配属され、京阪バスと京阪宇治バスとで同営業所を共用することとなった。京阪バスにおける他社との営業所施設共用は、1999年4月1日の京阪シティバス発足による洛南営業所の共用開始以来2例目となる。しかし京阪宇治バスは2014年4月1日に京阪シティバスと合併し京都京阪バスとなり、同時に営業所は移転したため現在は京阪バスの単独営業所となっている。

### 「支所」と「営業所」の混在（2社共用時代）
当営業所は、旧・京阪宇治交通時代には男山営業所の支所であり、同社の京阪バスへの合併時も正式名称は「田辺営業所」ながら「男山営業所京田辺支所」あるいは単に「田辺支所」とも呼ばれていた。
一方、京阪宇治交通田辺は2002年5月の運営開始当初より支所ではない正式な「田辺営業所」であり、京阪バスへの一本化を経て再度共同使用することになった京阪宇治バスも正式な営業所とした。このため、同じ敷地内であってもこれらの時期には片方の事業者が「支所」、もう片方が「営業所」を名乗る（京阪バスの「支所」は通称）状態となっていた。しかし、2008年5月に移転して「京田辺営業所」に改称してからは「支所」という呼称は見られなくなった。
その後2024年7月に支所から独立し正式に営業所へと格上げされている。

## 沿革

### 京阪バス
（旧・京阪宇治交通、旧・京阪宇治交通田辺を含む）
- 1989年（平成元年）：田辺町（現・京田辺市）草内に、京阪宇治交通田辺支所として開設。
- 2002年（平成14年）
  - 5月11日：京阪宇治交通田辺の運営開始により、京阪宇治交通と京阪宇治交通田辺との共用となる。京阪宇治交通田辺は「田辺営業所」。
  - 秋頃：リムジンバスが宇治営業所から移管される。同時に京阪宇治交サービスへの委託路線から直営での運行となる。
- 2006年（平成18年）4月1日：両社の京阪バスへの合併により、施設の全てを京阪バスに移管する。
- 2007年（平成19年）11月10日：施設の一部を京阪宇治バスとの共用を開始する。
- 2008年（平成20年）5月10日：現在地に移転し「京田辺支所」に名称変更。
- 2024年（令和6年）7月1日：組織改正に伴い「京田辺営業所」に名称変更。

### 京阪宇治バス
- 2007年（平成19年）
  - 4月1日：開設。
  - 11月10日：路線運営を開始。
- 2008年（平成20年）5月10日：現在地に移転。京田辺営業所に改称。
- 2014年（平成26年）4月1日：京阪シティバスとの合併による営業所の移転集約により京阪宇治バスのみ営業所を廃止。移転先は京都京阪バス八幡営業所[1]。

## 現行路線
主要ターミナルは樟葉駅、石清水八幡宮駅、長尾駅、松井山手駅、近鉄新田辺など。該当項目及びJR京田辺も参照。
特記ない限り、運賃は「1区」大人250円・小児130円。

### 樟葉長尾線
樟葉駅から南東に進み、長尾駅や藤阪ハイツを結ぶ路線。
かつてはいずれも枚方の管轄であったが2009年9月1日より京田辺と共管になった後、2022年12月17日より全便京田辺に移管された。
樟葉駅 - 長尾駅間には91号経路も運行している。この系統も樟葉長尾線だが、北山線と広範囲で重複することから男山の管轄となっている。
樟葉・長尾の両駅へ向かう地元住民だけではなく、駅から招提地区をはじめとした事業所が密集しているエリアへの通勤利用も多い。
国道田近・国道招提両停留所はニトリモール枚方の最寄り停留所であり、土休日を中心に買物客の利用もある。なお停留所名に「国道」と付くが国道1号線上に停留所はなく、ごくわずかな国道区間の前後に両停留所が設置されている。
樟葉駅では97号経路以外は4Aのりばからの発車。

#### 長尾駅・枚方カントリー方面
運行開始当初は現在の94号経路に相当する樟葉駅 - 長尾駅のみの運行。枚方カントリー倶楽部は枚方市最東端にあるゴルフ場で、1987年11月より乗り入れている。なお延伸後も枚方営業所管内で経路番号再編が行われる2002年3月9日の改正までは全て31号経路で、発着地による番号の区別はされていなかった。同日改正までは枚方カントリー発長尾駅行きの区間便も存在した。
枚方カントリー口停留所は枚方市内ではなく八幡市内に所在する。
樟葉駅 - 東山間から長尾東町一丁目以遠の区間は2区運賃となる。
長尾駅では樟葉駅行きは2のりばに着発。枚方カントリー方面行きは原則1のりば発だが、平日朝の93号経路7本のみ、関西みらい銀行前のりばに停車する。
- 92号経路：樟葉駅 - 船橋 - 中の池公園 - 企業団地中央 - 国道田近 - 国道招提 - ぽえむ南橋 - 招提大谷 - 長尾谷町 - 既製服団地 - 長尾口 - 長尾駅 - 枚方カントリー口
  - 樟葉駅行きは朝に平日8本・土休日7本運行。樟葉駅発は夕方以降に平日5本・土休日2本。

- 93号経路：樟葉駅 - 船橋 - 中の池公園 - 企業団地中央 - 国道田近 - 国道招提 - ぽえむ南橋 - 招提大谷 - 長尾谷町 - 既製服団地 - 長尾口 - 長尾駅 - 枚方カントリー口 - 枚方カントリー
  - 基本系統。日中は40分間隔で運行される。

- 94号経路：樟葉駅 - 船橋 - 中の池公園 - 企業団地中央 - 国道田近 - 国道招提 - ぽえむ南橋 - 招提大谷 - 長尾谷町 - 既製服団地 - 長尾口 - 長尾駅
  - 2025年3月23日改正までは朝夕にごくわずかな本数のみの運行となっていたが、同改正で日中にも運行されるようになった。
  - 40分間隔で、93号経路と交互に運行され樟葉駅 - 国道田近 - 長尾駅は20分間隔となっている。

#### 企業団地方面、藤阪ハイツ発着
運行開始当初は枚方35号経路。
93号経路などの補完の役割を持つ系統であるが、長尾駅には寄らずに長尾谷町から藤阪ハイツへ道なりに南下する。
- 95号経路：樟葉駅 - 船橋 - 中の池公園 - 企業団地中央 - 国道田近 - 国道招提 - ぽえむ南橋 - 招提大谷 - 長尾谷町 - 藤阪ハイツ
  - 長らく日中にも運行されていたが、2025年3月23日以降は朝夕のみの設定となっている。
  - 樟葉駅行きは毎朝3本運行されるほか、平日のみ夕方にも3本設定がある。
  - 樟葉駅発は平日朝3本・夕方5本、土休日朝1本・夕方3本の運行。

#### 招提方面、藤阪ハイツ発着
1994年7月10日運行開始。当初は枚方45号経路。
この系統のみ、招提線（男山管轄）と広範囲で重複する関係で樟葉駅では3Aのりば発となる。
- 97号経路：樟葉駅 - 西船橋 - 牧野高校前 - 関西記念病院前 - 招提北町 - 招提元町 - 国道招提 - ぽえむ南橋 - 招提大谷 - 長尾谷町 - 藤阪ハイツ
  - 日中のみ運行（平日の樟葉駅行きのみ朝に1本あり）。概ね60分前後の間隔で、平日は8往復、土休日は藤阪ハイツ行き7本・樟葉駅行き6本運行。

### 山手線
64・67B号経路とコミュニティバスを除き男山と共管。
駅前停留所での発着のりばや共管の系統に関する運行形態等についての詳細は男山の同項に記載されているのでそちらを参照されたい。

#### 水珀方面
かつては京田辺管轄の16C号経路も設定されていた。
- 16号経路：樟葉駅 - 公園前 - 中央センター前 - 大芝・松花堂前 - 吉井 - 水珀 - 京都八幡高校南学舎 - 美濃山口 - 松井 - 八小路 - 大住ヶ丘 - 松井山手駅

- 16A号経路：樟葉駅 - 公園前 - 中央センター前 - 大芝・松花堂前 - 吉井 - 水珀 - 本郷 - 美濃山小学校 - 松井山手駅

- 16B号経路：樟葉駅 → 公園前 → 中央センター前 → 大芝・松花堂前 → 吉井 → 水珀 → 京都八幡高校南学舎 → 松井 → 八小路 → 大住ヶ丘 → 松井山手駅 → 美濃山小学校 → 本郷 → 水珀 → 吉井 → 大芝・松花堂前 → 中央センター前 → 公園前 → 樟葉駅

- 67B号経路：樟葉駅 - 公園前 - 中央センター前 - 大芝・松花堂前 - 吉井 - 水珀 - 京都八幡高校南学舎 - 美濃山口 - 松井山手駅 - 大住ヶ丘 - 健康ヶ丘 - JR大住駅 - 健康村 - 稲葉 - JR京田辺 - 近鉄新田辺
  - 平日は朝に樟葉駅行き、夕方に近鉄新田辺行きが1本ずつ運行される。土休日の新田辺行きに限り、67D号経路に代わって昼間時間帯30分に1本運行される。逆に土休日の樟葉駅行きの設定はない（近鉄新田辺からは67D号経路として運行）。

- 67D号経路：樟葉駅 - 公園前 - 中央センター前 - 大芝・松花堂前 - 吉井 - 水珀 - 本郷 - 美濃山小学校 - 松井山手駅 - 大住ヶ丘 - 健康ヶ丘 - JR大住駅 - 健康村 - 稲葉 - JR京田辺 - 近鉄新田辺

#### 摂南大学北口方面
- 30号経路：樟葉駅 - 公園前 - くすのき小学校 - 松里 - 摂南大学北口 - 本郷 - 美濃山小学校 - 松井山手駅

土休日の日中は運行されない
- 30A号経路：樟葉駅 - 公園前 - くすのき小学校 - 松里 - 摂南大学北口

土休日の日中に運行
- 31号経路：樟葉駅 - 公園前 - くすのき小学校 - 松里 - 摂南大学北口 - 本郷 - 美濃山小学校 - 松井山手駅 - 大住ヶ丘 - 健康ヶ丘 - 畠 - 稲葉 - JR京田辺 - 近鉄新田辺

#### 京田辺市内の区間便
- 64号経路：近鉄新田辺 → JR京田辺 → 一休寺道 → 健康村 → 三野 → 中島橋 → 大住ヶ丘 → 松井山手駅
  - 平日朝の片道1本のみ。

- 67号経路：松井山手駅 - 大住ヶ丘 - 健康ヶ丘 - JR大住駅 - 健康村 - 稲葉 - JR京田辺 - 近鉄新田辺

- 68号経路：松井山手駅 - 大住ヶ丘 - 健康ヶ丘 - 畠 - 稲葉 - JR京田辺 - 近鉄新田辺

#### 京阪東ローズタウンコミュニティバス
松井山手駅では2のりばから発車。
2021年3月13日の改正では、クレイン京都の営業終了に伴い、クレイン京都始発の611号経路が廃止となった他、621号経路のソフィアモール - クレイン京都間が短縮された。
日中は621号経路が1時間おきに運行。他は朝夕のみ。
- 600号経路：松井山手駅 → ソフィアモール → あかねヶ丘 → 高速京田辺前 → 松井山手駅

- 610号経路：松井山手駅 → 高速京田辺前 → あかねヶ丘 → ソフィアモール → 松井山手駅

- 620号経路：松井山手駅 → 高速京田辺前 → あかねヶ丘 → ソフィアモール → 美濃山小学校 → ソフィアモール → あかねヶ丘 → 高速京田辺前 → 松井山手駅

- 621号経路：松井山手駅 - 高速京田辺前 - あかねヶ丘 - ソフィアモール

### 京田辺市内線
休日ダイヤのみ全便宝生苑を経由しない66B号経路、平日・土曜日は全便66A号経路が8時台から16時台まで60分間隔で計9本運行。
2018年4月1日の改正で近鉄新田辺始発・京田辺市役所経由から現行の京田辺市役所始発・近鉄新田辺経由に経路変更された。またこの路線もかつてはクレイン京都に乗り入れていた。
近鉄新田辺では京田辺市役所行きが1・ソフィアモール行きが4のりば、松井山手駅では京田辺市役所行きが1・ソフィアモール行きが2のりばから発車。JR京田辺には2回停車する。
京田辺市役所 - 薪井手間から高速京田辺 - ソフィアモール間は2区運賃（大人280円・小児140円）。
- 66A号経路：京田辺市役所 - JR京田辺 - 近鉄新田辺 - JR京田辺 - 長尾谷 - 茂ヶ谷 - 長尾谷 - 畠 - 健康ヶ丘 - 宝生苑 - 大住ヶ丘 - 山手東 - 松井山手駅 - 高速京田辺前 - あかねヶ丘 - ソフィアモール

- 66B号経路：京田辺市役所 - JR京田辺 - 近鉄新田辺 - JR京田辺 - 長尾谷 - 茂ヶ谷 - 長尾谷 - 畠 - 健康ヶ丘 - 大住ヶ丘 - 山手東 - 松井山手駅 - 高速京田辺前 - あかねヶ丘 - ソフィアモール

### 八幡田辺線
73C・74・75C・76・76B号経路は男山と共管。駅前停留所での発着のりばや共管の系統に関する運行形態等についての詳細は男山の同項に記載されているのでそちらを参照されたい。

#### 内里経由
- 74号経路：石清水八幡宮駅 - 小西 - 上奈良 - 蜻蛉尻 - 内里 - 松井 - 八小路 - 三野 - 健康村 - 一休寺道 - JR京田辺 - 近鉄新田辺

- 79号経路：石清水八幡宮駅 - 小西 - 上奈良 - 蜻蛉尻 - 内里 - 松井 - 八小路 - 三野
  - 74号経路などの区間便で、朝に石清水八幡宮駅行きが2本、三野行きが1本のみ運行。

#### 岩田南経由
- 75C号経路：石清水八幡宮駅 - 小西 - 上奈良 - 八幡市民体育館 - 岩田 - 岩田南 - 池嶋 - 中島橋 - 健康村 - 一休寺道 - JR京田辺 - 近鉄新田辺

- 76号経路：石清水八幡宮駅 - 小西 - 上奈良 - 八幡市民体育館 - 岩田 - 岩田南

- 76B号経路：石清水八幡宮駅 - 小西 - 上奈良 - 八幡市民体育館 - 岩田 - 岩田南 - 池嶋

#### 内里南方面
- 73号経路：石清水八幡宮駅 → 小西 → 上奈良 → 八幡市民体育館 → 内里南 → 内里 → 蜻蛉尻 → 上奈良 → 小西 → 石清水八幡宮駅
  - 平日朝の2本のみ。

- 73C号経路：石清水八幡宮駅 → 小西 → 上奈良 → 蜻蛉尻 → 内里 → 内里南 → 八幡市民体育館 → 上奈良 → 小西 → 石清水八幡宮駅

#### 京田辺営業所出入庫便
朝夕の数本のみ。近鉄新田辺では4のりば発。
- 69号経路：近鉄新田辺 - JR京田辺 - 長尾谷 - 茂ヶ谷

#### 椿本チエイン直通
椿本チエインへの特定輸送もこの路線の一部として扱われる。
下記の他に、椿本チエイン操業日の週末は椿本チエインからJR京田辺行きを1本臨時運行する。新田辺では4のりば発。
- 椿本チエイン → 京田辺市役所 → JR京田辺 → 近鉄新田辺 → 京田辺市役所 → 椿本チエイン

### 枚方尊延寺線
枚方営業所も同様の路線を運行しているが担当経路は全て異なる。
枚方は枚方市駅南口・津田駅発着の系統を担当しており、枚方市中心部付近では昼間時でも最大7本運行されるなど重要性の高い系統群となっている。
一方京田辺は以下の長尾駅から穂谷方面や近鉄新田辺発着の系統を担当する。本数はいずれも多くなく、枚方市内においては長尾駅・長尾台周辺や穂谷をはじめとした山間部付近の補完としての役割もある。長尾駅発着の系統は2024年3月31日までは松井山手駅発着であった。
現在枚方が管轄している系統の多くは当営業所と共管になっていた時期があった（こちら参照）。
長尾駅 - 榁谷橋間および天王と馬廻 - 近鉄新田辺間の区間は2区運賃（大人280円・小児140円）となる。
長尾駅では3のりば、近鉄新田辺では4のりばから発車。
- 75号経路：長尾駅 - 長尾台三丁目 - 杉山手 - 榁谷橋 - 尊延寺 - 穂谷口 - 穂谷
  - 長尾駅発は平日夜2本・土休日朝夕1本ずつ。長尾駅行きは朝に2本。

- 79号経路：近鉄新田辺 - JR京田辺 - 長尾谷 - 茂ヶ谷 - 河内峠 - 穂谷口 - 穂谷
  - 主に日中の運行（おおむね1時間に1本）。

- 81号経路：近鉄新田辺 - JR京田辺 - 長尾谷 - 茂ヶ谷 - 河内峠 - 天王 - 穂谷口 - 穂谷
  - 日中に1往復、土休日朝に新田辺行き片道1本運行。

- 89号経路：長尾駅 - 長尾台三丁目 - 杉山手 - 榁谷橋 - 尊延寺 - 穂谷口 - 河内峠 - 茂ヶ谷 - 長尾谷 - JR京田辺 - 近鉄新田辺
  - 朝に平日2往復、土休日は新田辺行き1本。

- 89B号経路：長尾駅 - 長尾台三丁目 - 杉山手 - 榁谷橋 - 尊延寺 - 穂谷口 - 穂谷 - 穂谷口 - 河内峠 - 茂ヶ谷 - 長尾谷 - JR京田辺 - 近鉄新田辺
  - 1日2往復。土休日の長尾駅行き1本が朝に設定されている以外は夕方以降の運行。

- 89C号経路：長尾駅 - 長尾台三丁目 - 杉山手 - 榁谷橋 - 尊延寺 - 穂谷口 - 穂谷 - 穂谷口 - 天王 - 河内峠 - 茂ヶ谷 - 長尾谷 - JR京田辺 - 近鉄新田辺
  - 新田辺行きが朝に平日2本・土休日1本、長尾駅行きが毎日夕方2本。

## その他の路線

### 特定輸送
- 大日本印刷の従業員特定輸送
- 椿本チエインの従業員輸送（上述の八幡田辺線）

## 撤退・廃止路線
一般路線で移管された現・京都京阪バスの路線は黄檗宇治大久保線、大久保中書島線、イオン大久保線、大久保宮ノ谷線、新田辺宇治田原線、立場線などをそれぞれ参照。

### 特定バス
- 松下日東電器（現・パナソニック エレクトロニックデバイス日東）の従業員輸送。

### リムジンバス
- 伊丹空港リムジン：松井山手駅 - ラポールひらかた（枚方市駅付近）- 伊丹空港
- 学研都市京田辺（近鉄新田辺）- 松井山手駅 - 樟葉駅 - ラポールひらかた - 関西空港
- 出町柳駅・二条駅・京都駅八条口-関西空港(洛南に移管)
  - いずれも京阪宇治バスに運行を委託。

### その他の路線
- 八幡市実証試験：八幡 - 八幡市役所前 - 御幸谷 - 本郷 - 美濃山小学校 - 松井山手駅
  - 八幡市の実証試験として南北に運行。コミュニティバスではない。八幡市役所前でコミュニティバスやわたと短時間で接続するダイヤが組まれていた。
  - 路線名は「八幡市南北線」。車両は京阪東ローズタウンコミュニティバスとの共通運用であり、中型・中型短尺（代走で中型長尺も運用実績あり）車での運行である。八幡市南北線で運用される際には、前面と側面入口脇に「南北線路線バス」と言うヘッドマークが掲出されていた。
- 京都けいはんな線
  - 2017年3月21日より洛南営業所に移管。

- 久御山町のってこバス
  - 久御山町のってこバスは、路線免許の総路線長よりも回送距離の方が長くなっていた。

## 車両
4大バスメーカー製全ての車両を所有していたが、日産ディーゼル車両は全廃された。
- 三菱ふそう：旧・宇治交通時代から新製導入が行われている。合併後は新製導入こそないものの、大型観光タイプ（リムジン用）・大型路線タイプ・中型車ともに移籍車が配置されている。また2008年1月中旬より2009年10月まで、Sタイプ（中型短尺）が交野営業所より転属の上で配置されていたが、現在は廃車された。その後2010年4月より枚方営業所よりBタイプが1台転属し（後に、大津へ転属）同年9月より中型長尺車も枚方営業所より2台転属の上配置された。
- 日野：旧・京阪宇治交通時代に、リムジンバス用の・セレガとノンステップバス・レインボーHRを導入している。合併後に新製導入しているのは長らく日野だけであった。
- いすゞ：2019年に、京阪バスでは初となる「ドライバー異常時対応システム（EDSS）」を搭載[4]した新車を3台導入し、現在も当営業所をはじめ各営業所管内で拡大している。

京阪バス車は大阪府の条例改正により、製造後12年以上を経過している車両が2009年1月1日以降大阪府内で運用出来ない為、老朽車両の置き換えが実施された。

## 他の営業所との重複区間
- 男山営業所：重複区間は多数。
- 枚方営業所：樟葉駅 - 船橋、長尾駅周辺、穂谷等で重複。
- 山科営業所：京都駅八条口界隈（同界隈はダイレクトエクスプレス直Q京都号のみ管轄）。